# 芝加哥老鼠洞
芝加哥老鼠洞是位於美國伊利諾州芝加哥羅斯科村（Roscoe Village）社區西羅斯科街（West Roscoe）街人行道上，一個形狀像老鼠的坑洞。該洞在當地存在已久，在2024年1月，坑洞通過社交媒體迅速走紅，並吸引了大量遊客前來參觀。2024年4月24日，市政府將含有該坑洞的混擬土板從街道上移除。
這一洞被視為意外的「生命鑄造」範例，《紐約時報》將其形容為「芝加哥的巨石陣」，其起源至今無人知曉。

## 歷史
| Gatorade Should Be Thicker | Twitter的logo，一个风格化的小蓝鸟 |
| @WinslowDumaine            | Twitter的logo，一个风格化的小蓝鸟 |

「不得不朝聖芝加哥老鼠洞。」
2024年1月6日
2024年1月6日，芝加哥本地的喜劇演員兼作家溫斯洛·杜馬因 (Winslow Dumaine)在X上發佈了一條推文，使這個洞迅速吸引了全球的關注。此推文迅速成為病毒式迷因，促使許多芝加哥居民前來「朝聖」這個洞，並向其獻上各種物品，如硬幣、花朵、蠟燭、起司、香煙、酒精、儿童玩具、食品和雌激素藥片等。某些遊客甚至在洞旁邊喝下芝加哥特產Jeppson's Malört，並將酒瓶作為奉獻品留下。暴動節歷史學會也在洞穴所在位置設立紀念匾。
儘管2024年才引起關注，根據當地居民的說法，這個坑洞至少存在了20至30年。自2018年以來，當地一支軟式棒球隊便將這隻老鼠作為其非正式吉祥物。
2024年1月10日，伊利諾伊州第11選區的州議員安·威廉斯（Ann Williams）在網上發佈了一段影片推廣這個洞，並稱其為「第11選區的瑰寶」。
2024年1月11日，湖景羅斯科村（Lakeview Roscoe Village）商會開始接受命名建議，並將提交的名稱縮減為五個候選名稱供居民投票選擇：「Lil' Stucky」、「Splatatouille」、「Splat」、「Roscoe Road-dent」和「Dibs」。最終，名稱「Splatatouille」獲得了最多支持。
2024年1月19日，老鼠洞遭不明人士用石膏或水泥填補。市政府後來確認他們並未填補該洞。Ann Williams發佈視頻表示對此消息感到「震驚和難過」，並表示將密切關注事態發展。當地居民試圖用手和工具（如冰刮板和車牌）挖掘洞穴。最終，一名女性將洞穴清理並恢復到原始狀態。
恢復後，溫斯洛寫道：「這就是社區精神的體現。」隨後，有人選擇在洞旁舉行訂婚儀式及婚禮。 一些當地居民對老鼠洞的爆紅表示不滿，認為它成為了公共騷擾，並抱怨遊客的到來為當地帶來破壞、垃圾堆積等問題。
2024年4月24日，芝加哥交通部移除了包含該洞的人行道混凝土板，並鋪上新的人行道回到原本模樣。市政府目前尚未公開對該石板的後續處理計劃。2024年6月，芝加哥南部三英里外的某個場所舉辦了「老鼠洞音樂節」，活動中有當地樂隊演出，並包含了脫衣舞和詩歌表演等內容。
2025年，市街和衛生部門證實，「老鼠洞」目前存放在芝加哥市政厅，直到市政府找到合適的地點展示。

## 形成原因
儘管該洞被普遍稱為「老鼠洞」，但部分當地居民認為它可能是由一隻松鼠所造成的。林肯公園動物園城市野生動物研究所的主管塞思·馬格爾(Seth Magle)在接受NBC芝加哥的訪問時表示，他認為這個洞很可能是松鼠從樹上掉落到濕漉漉的混凝土上所形成的。
馬格爾還澄清指出，某些人認為尾巴凹槽的狹窄程度可以證明這是老鼠洞的觀點不應被過度解釋，因為毛皮並不總是會留下印痕。支持這一理論的當地居民指出，這段人行道上方曾有一棵橡樹，該樹已被砍伐。

## 類似現象
芝加哥老鼠洞的走紅也引起了對其他形狀特殊的人行道坑洞的關注。例如，位於維吉尼亞州里士滿的一個槍形坑洞，也因當地居民的朝聖而引起關注。芝加哥艾迪生街的街頭標誌上曾掛著一個裝滿幸運符（Lucky Charms）的手提包，這個手提包也吸引了芝加哥居民的注意，因此也與老鼠洞相比較。該包的推文首次發布於2024年9月7日，9月10日該手提包消失了一天，然後再次出現，最終在9月11日下午徹底消失。

## 圖庫
- 攝影師放置第一枚硬幣後不久的老鼠洞，攝於1月7日。
- 裝滿了硬幣和一袋雌二醇藥片的老鼠洞，攝於1月13日。[5]
- 遭到填滿的老鼠洞，攝於1月19日。
- 一瓶注射用雌二醇被放置在「祭壇」上，攝於1月19日。
- 當地住戶張貼的標語，要求遊客不要留下食物並盡量減少噪音，攝於1月19日。
- 周圍擺滿遊客贈送的禮物，包括鮮花、硬幣、玻璃杯和寶可夢卡牌的老鼠洞，攝於2月18日。
- 老鼠洞被移除，攝於4月24日。

## 另見
- 地下通道聖母（英语：Our_Lady_of_the_Underpass）
- 岩畫
- 斑豆（松鼠）（英语：Pinto_Bean_(squirrel)）
- 披薩鼠（英语：Pizza_Rat）
- 路陷
- 遗迹化石

## 外部連結
- 2007年3月4日看到的芝加哥老鼠洞 （在Flickr上)